# 长沙铁路第一中学
28°11′42″N 113°00′16″E / 28.195052°N 113.004513°E

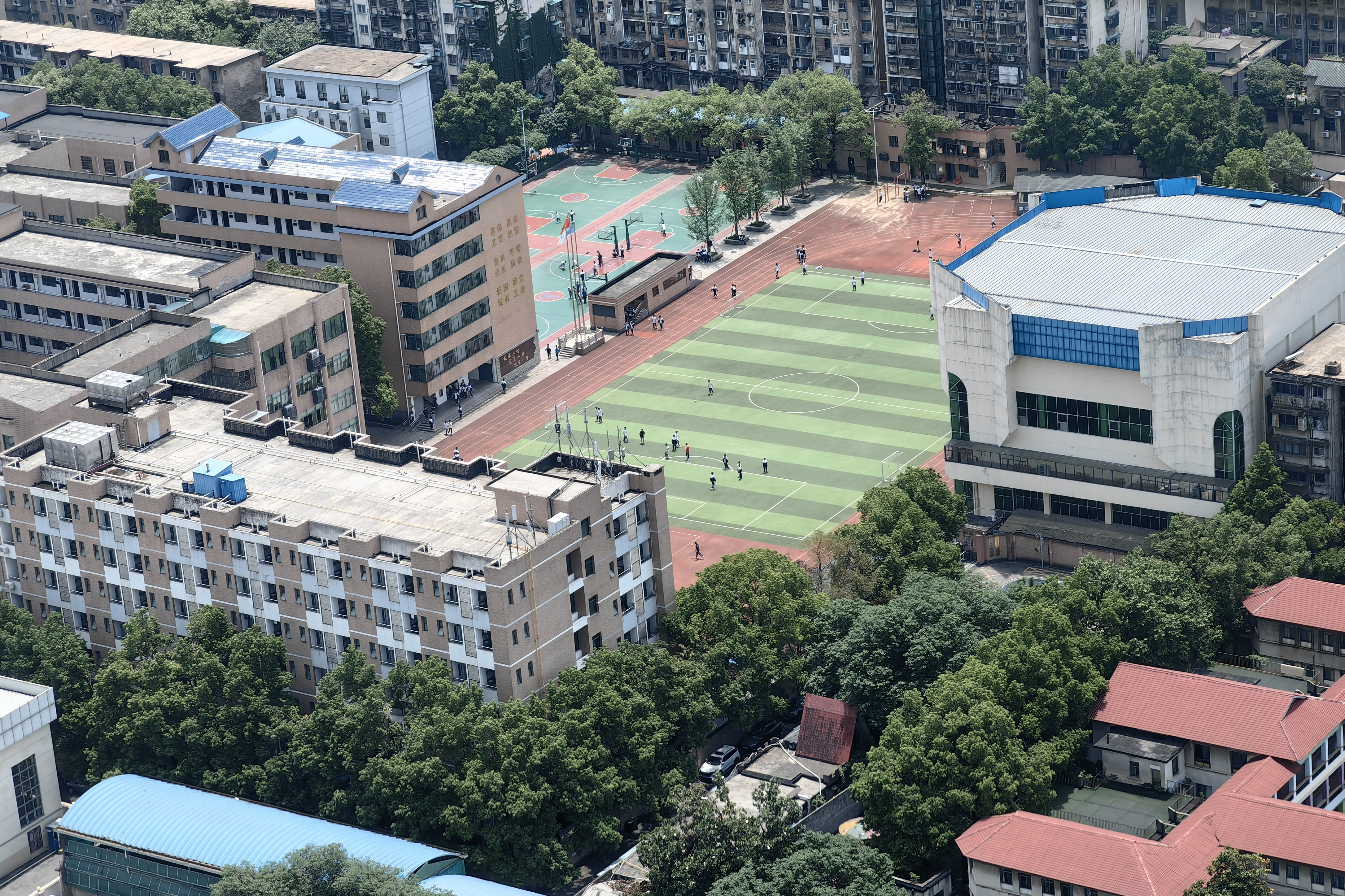
长沙铁路一中校园

长沙铁路第一中学（简称长铁一中）位于湖南省长沙市芙蓉区向韶村平安街90号，五一路长铁文化宫旁边，为长沙市公立学校，湖南省示范性中学之一。

## 历史
1958年，广铁集团公司创建了“长沙铁路子弟小学”，是长沙铁路第一中学的前身。
1959年，学校迁址，并且更名为“长沙铁路职工子弟学校”。
1963年，学校分出小学和中学，中学部叫“长沙铁路子弟中学”，小学部叫“长沙铁路第一小学”。
1966年，文化大革命爆发，学校改名为“长沙铁路五·七子弟学校”。
1973年，学校建立新校区，名叫“长沙铁路第二中学”，后更名为“长沙铁路第一中学”。
2004年，长沙市人民政府接收长沙铁路第一中学。

## 学校文化

### 校训
明理，诚信

### 理念
文化引领，内涵发展

### 刊物
- 长沙铁路第一中学的校报是《长风》。
- 长沙铁路第一中学的校刊是《青藤》。